# Alexander Thielemann von Heespen
Alexander Thielemann von Heespen (1677 – 26. december 1738) var en slesvigsk og dansk godsejer og konferensråd.
Han skrev sig til Himmelmark i det nuværende Sydslesvig, Borreby Sogn. Han blev anvendt ved rådgivning i byggesager; således ved restaureringen af Gottorp Slot, hvor han samarbejdede med bygmesteren Claus Stallknecht.
1720 ægtede han Frederikke (Friderica) von Klingenberg (1699 - 13. marts 1755), datter af generalpostdirektør Poul von Klingenberg, og kom derved i besiddelse af Tersløsegård i Holbæk Amt. 
I 1732 arvede Heespen bogsamlingen efter Christoph Gensch von Breitenau.
Enken ejede Tersløsegård til 1743, hvor hun solgte gården til landsdommer Johannes Christensen.